# Ga đường sắt cao tốc Vân Lâm
Vân Lâm (tiếng Trung: 雲林; bính âm: Yúnlín) là ga đường sắt ở Hổ Vĩ, huyện Vân Lâm, Đài Loan phục vụ bởi Đường sắt cao tốc Đài Loan.